# Rumunia na Letnich Igrzyskach Olimpijskich 1900
Reprezentacja Rumunii na Letnich Igrzyskach Olimpijskich 1900 w Paryżu składała się z jednego strzelca.
Rumunia zadebiutowała na letnich igrzyskach olimpijskich w 1900 roku w Paryżu. Występ ten nastąpił 14 lat przed powstaniem Rumuńskiego Komitetu Olimpijskiego (COR), stąd występ ten nie jest uznawany przez COR za oficjalny debiut reprezentacji Rumunii. Na tych igrzyskach wystąpił jeden Rumun, Gheorghe Plagino, który reprezentował swój kraj w strzelectwie. W zawodach trapu mężczyzn, w których na 31 zawodników 27 reprezentowało gospodarzy, 23-letni Rumun zajął 13. miejsce. Rumunia była jedną z ośmiu reprezentacji, które nie zdobyły na tych igrzyskach ani jednego medalu olimpijskiego. Drugi występ reprezentacji Rumunii nastąpił dopiero 24 lata później, również w Paryżu.

## Wyniki

### Strzelectwo
Na Igrzyskach Olimpijskich 1900 w Paryżu Rumunia była reprezentowana wyłącznie przez strzelca, który wystąpił w jednej konkurencji – w trapie. Na zdominowanych liczebnie przez Francuzów (27 Francuzów na 31 zawodników) zawodach, młody zawodnik z Rumunii trafił do 11 z 20 rzutek, co pozwoliło na zajęcie 13. miejsca.
Mężczyźni
| Zawodnik         | Finał | Miejsce |
| ---------------- | ----- | ------- |
| Gheorghe Plagino | 11    | 13      |